# Billy Ohlsson
Billy Roger Ohlsson (ur. 13 stycznia 1954 w Sztokholmie) – szwedzki piłkarz występujący na pozycji napastnika.

## Kariera
W barwach Hammarby IF rozegrał łącznie 224 spotkania i zdobył 97 bramek w Allsvenskan. Wraz z Hammarby wywalczył wicemistrzostwo Szwecji w 1982, a także dwukrotnie osiągnął finał Pucharu Szwecji (1977, 1983). Z kolei w sezonach 1980 oraz 1984 został królem strzelców Allsvenskan.
W latach 1978–1979 był zawodnikiem niemieckiej Arminii Bielefeld. W Bundeslidze swój pierwszy mecz rozegrał 10 marca 1979 przeciwko Bayernowi Monachium (4:0), zaś 4 maja 1979 w przegranym 2:3 spotkaniu z 1. FC Kaiserslautern zdobył swojego jedynego gola w tych rozgrywkach. W barwach Arminii zagrał w Bundeslidze dziewięć razy.
W reprezentacji Szwecji zadebiutował 4 października 1978 w przegranym 1:3 meczu el. do ME 1980 z Czechosłowacją, a 9 maja 1979 w zremisowanym 2:2 towarzyskim pojedynku z Danią strzelił swojego pierwszego gola w kadrze. W latach 1978–1980 w drużynie narodowej rozegrał sześć spotkań i zdobył dwie bramki.